# Thanatus arenarius
Thanatus arenarius là một loài nhện trong họ Philodromidae.
Loài này thuộc chi Thanatus. Thanatus arenarius được Ludwig Carl Christian Koch miêu tả năm 1872.